# Station Èze-sur-Mer
Station Èze sur Mer is een spoorwegstation in de Franse gemeente Èze.